# カイコウオオソコエビ
カイコウオオソコエビ（学名：Hirondellea gigas）は、節足動物門 甲殻亜門 軟甲綱 端脚目 フトヒゲソコエビ上科に属するヨコエビの一種。

## 生息地
北西太平洋の海溝に分布し、マリアナ海溝、フィリピン海溝、ヤップ海溝、パラオ海溝、日本海溝、伊豆・小笠原海溝、カムチャッカ海溝で採集されている。水深6,000メートル以深の超深海底にのみ生息し、世界で最も深い海であるマリアナ海溝のチャレンジャー海淵（水深10,920メートル）にも分布する。

## 特徴
体は淡い茶色、またはピンクがかった白と描写される。ヨコエビとしては大型の部類になり、体長4.5センチメートル程の大きさになる。眼は完全に退化している。触角は短い。フトヒゲソコエビ類に共通する特徴であるが、腹部の遊泳脚が発達しており高い遊泳力を持つ。
体内に多量の脂肪（トリグリセリド）を貯め込んでおり、餌の少ない環境において重要なエネルギー源として機能している。さらに、この脂肪は密度が低く、水中を移動する際に浮力を与えていると考えられる。気温と圧力の変化により、深海底から引き上げると、体内からその脂肪分が溶け出して、抜け落ちてしまうという。
カイコウオオソコエビの体表を解析した研究チームは、カルシウムでできた外骨格の表面に「アルミニウムを含む膜」を発見した。浅海域で得られたヨコエビには見られなかったため、カイコウオオソコエビは海底の堆積物に含まれるアルミニウムを抽出して、アルミニウム化合物を含んだゲル状の物質として身にまとい、カルシウムの溶出を防いでいると結論づけられた。
しかし後の研究により、検出されたアルミニウムは解析に用いた器具に由来するコンタミネーションであり、一部は臭素を誤同定していた可能性が高いとの結果が示され、「アルミニウムを含む膜」の存在は否定された。消化器や剛毛の解析により臭素の凝集は示唆されたものの、その機能やメカニズムについては明確な答えは出ていない。
フィリピン海溝、マリアナ海溝、パラオ海溝の3か所で採集された標本を比較した研究によれば、海溝によって形態に差がみられる。マリアナ海溝の超深海に生息する種は、他の種とは違い隔絶して独自の種へと変わりつつある進化の途上ではないかともいわれている。一方、異なる深度に生息する個体群を比較した研究では、遺伝的差異は少ないものの、共生細菌からトリメチルアミン-N-オキシドを多く獲得することで高水圧への耐性を得ていることが示されている。

## 生態
生息域が深海底のため、詳しい生態は不明である。日本のJAMSTECが行った調査によれば、他の生物の遺骸や植物片を餌としていると考えられ、植物性多糖を分解するセルラーゼなど数種類の酵素を持っていることが明らかとなった。ベイトランダーを使用した調査においては、群れをなして魚肉を食べる様子や、他のヨコエビPrincaxelia jamiesoniに捕食される様子が観察されている。

## 世界最深部での発見
1995年、マリアナ海溝チャレンジャー海淵の深度10,920メートル付近において、日本の海洋研究開発機構の無人探査機かいこうによって採集された。
当初、これほどの深度に大きな生物は生息していないと思われたが、餌を仕掛けたところ多数が集まってきたという。超深海の高水圧と暗黒の中で進化し、生息していることは、当時の研究者達を驚かせた。
1998年にも再調査が行われ、地球最深部に住む動物の一つとして有名になった。